# Niels Island
Niels Island – niezamieszkana wyspa w Archipelagu Arktycznym, w regionie Qikiqtaaluk, na terytorium Nunavut, w Kanadzie. Znajduje się u zbiegu Cieśniny Hudsona i Morza Labradorskiego. Sąsiaduje m.in. z Dolphin Island, Leading Island, King Island, Holdridge Island, Clark Island i Observation Island.